# Chabula
Chabula is een geslacht van vlinders (nachtvlinders) van de familie van de grasmotten (Crambidae), uit de onderfamilie Spilomelinae. Dit geslacht is voor het eerst beschreven door Frederic Moore in 1886.

## Soorten
- Chabula acamasalis (Walker, 1859)
- Chabula telphusalis (Walker, 1859)
- Chabula trivitralis (Swinhoe, 1895)